# Vachonobisium heros
Vachonobisium heros es una especie de arácnido del orden Pseudoscorpionida de la familia Gymnobisiidae.

## Distribución geográfica
Se encuentra en Chile.